# Angiari
Angiari (Angiari in veneto) è un comune italiano di 2 530 abitanti della provincia di Verona in Veneto.

## Geografia fisica
Dopo Concamarise è il più piccolo comune della Bassa veronese. Il paese si sviluppa sotto l'argine del fiume Adige nella parte orientale del territorio comunale, mentre nella parte opposta, ad ovest, sorgono numerose località (Cason, Possessione, Ronchi, Guasti, Motta), collegate da strade che solcano la campagna coltivata e sulle quali sorgono case a corte e ville d'epoca. Il territorio del comune è inoltre bagnato dal fiume Bussè e sfiora la SS434, sulla quale però ha una propria uscita e posiziona una sviluppata zona industriale.

## Origini del nome
Il toponimo "Angiari" dovrebbe essere di facile interpretazione derivando dalla parola latina glarea, "ghiaia". Nel 932 viene citato per la prima volta come Castrum Anglareii e successivamente con i nomi di Castrum Anglerei, Anglarei e Anglari. Tutto ciò trova conferma nel fatto che nel passato qui, presso la riva dell'Adige, esisteva un porto fluviale nel quale arrivavano barche che commerciavano la ghiaia, raccolta sul letto del fiume e utilizzata come materiale edile. Il porto era a servizio di Angiari e dei comuni limitrofi (in particolar modo Cerea) e resistette fino al 1882 quando venne annientato dalla devastante piena dell'Adige.

## Storia
Intorno all'anno 1000 il nome del comune viene citato, per la prima volta, grazie ad una serie di donazioni fatte ai Canonici di Verona dalla maggiore delle famiglie dell'epoca. La pianura che circondava Angiari era completamente coperta da boschi e da paludi. Fu così che fino alla fine del XIII secolo si lavorò per strappare terra alle acque, per renderla coltivabile e far sorgere nuovi villaggi. In questo periodo sorsero i primi edifici sacri (Santa Maria della Croce, Pieve di San Michele) e si insediarono in paese le più potenti famiglie e casate proprietarie terriere che regnarono nei secoli successivi (Parma, Lavezzola).
Una delle lotte che gli abitanti hanno sempre combattuto è quella contro il fiume Adige, infatti si è sempre dovuto controllare il suo corso per evitare rotte che avrebbero raso al suolo il paese. Fu così che nel corso del Quattrocento si eressero argini nuovi e resistenti e si crearono dei canali di sfogo in caso di piene improvvise.
Il secolo successivo venne eliminato il bosco ad ovest del centro urbano. Della sua presenza rimangono solo i nomi delle località preesistenti (Ronco, Boschirolla, Engazzà). Nei secoli successivi Angiari seguì le sorti di tutta la Bassa provincia veronese. Prima ci fu il dominio di Napoleone seguito dal dominio austriaco (durante il quale ad Angiari si svolse una battaglia contro i francesi), che comportò un benessere economico-sociale (creazione di edifici pubblici.
Nel settembre 1882 a causa di una eccezionale piena dell'Adige vi fu la rottura degli argini presso Angiari. Lo straripamento arrivò ben dentro la provincia di Rovigo e i danni si ripercossero sulla popolazione per gli anni successivi creando problemi di salute (pellagra e altro), di denutrizione e di forte carenza di lavoro. La popolazione fu costretta in misura rilevante ad emigrare, l'obiettivo principale del flusso migratorio fu l'America meridionale ed in particolare il sud del Brasile.
Durante il 1866 Angiari venne annesso al Regno d'Italia. Il Novecento non iniziò nel migliore dei modi. L'economia subì un declino dovuto alla mancanza di manodopera. Si assistette a una vera emigrazione soprattutto verso le Americhe che si attenuò durante il Ventennio fascista per ricominciare in occasione delle due Guerre Mondiali. Dagli anni sessanta in poi si verificò un notevole sviluppo, soprattutto economico, che dura fino ai nostri giorni, dove l'agricoltura è stata completamente modernizzata e viene affiancata dall'importante presenza dell'industria.

### Simboli

Gonfalone del comune

Lo stemma e il gonfalone sono stati concessi con DPR del 21 marzo 1997.
Stemma
Gonfalone

## Società

### Evoluzione demografica
Abitanti censiti

## Luoghi d'interesse

### Architetture religiose

#### Chiesa parrocchiale di San Michele Arcangelo
L'attuale chiesa parrocchiale sorge su un'antica pieve preesistente abbattuta nel 1750. La sua costruzione iniziò nel 1753 e venne terminata attorno al 1770. La struttura è composta da una grande navata, dalla sagrestia e da quattro cappelle laterali oltre che da un'imponente torre campanaria.

#### Chiesa di Santa Croce - XVI secolo
Questo edificio sacro prende il nome dalla contrada in cui sorge e venne costruito per opera di un noto commerciante della zona nel 1523, data confermata da una visita del vescovo di Verona, scritta su un documento dell'epoca.
Nel corso del 1541 la chiesa venne ampliata e dotata di tre diversi altari, uno dei quali, per opera di una donazione della potente famiglia Parma-Lavezzola, dedicato a Nostra Signora della Neve. Durante questo periodo la chiesa venne arricchita con dipinti e affreschi di importante bellezza artistica. Nel 1671 venne completamente rifatta la pavimentazione. Nel corso del Settecento i tre altari cambiarono intitolazione; l'altare maggiore, in marmo, venne dedicato Beata Vergine delle Grazie, mentre i due laterali in legno a sant'Apollonia e a san Rocco. In questo periodo la chiesetta di Santa Croce divenne sede parrocchiale a causa di lavori presso la chiesa principale di Angiari. Nel 1808 venne stilato un elenco dei beni di proprietà dell'edificio religioso. Durante questo secolo la chiesetta fu meta di devozione popolare. Verso gli inizi del Novecento la chiesa finì nel dimenticatoio e abbandonata a se stessa. Solamente verso l'anno 2000 iniziarono i lavori di restauro che ridonarono la splendida chiesetta di Santa Croce alla comunità e finirono nel 2014.

#### Chiesa di San Giacomo e San Filippo (scomparsa attorno al 1700) - XVIII secolo
Era situata lungo il corso del fiume Adige e venne nominata per la prima volta in un documento del 1234 nel quale una donna lasciava i propri beni a questa chiesa. Nel corso del Cinquecento l'edificio era arricchito con molti oggetti sacri, ma necessitava di un restauro immediato che, però, non venne mai eseguito. Attorno al 1550 la chiesa era rimasta senza tetto e venne usata come una specie di stalla, nonostante al suo interno vi fossero ancora oggetti sacri di importante valore (soprattutto tre altari). La chiesa rimase nel degrado per molti anni finché nel 1695 fu venduta e qualche anno dopo abbattuta, mentre gli oggetti in essa contenuti vennero trasferiti nelle chiese vicine.

### Ville

#### Villa Lando-Murnovo - XV secolo
È situata nella piazza centrale del paese. È una quattrocentesca casa padronale, composta da due grandi rustici. Dalla facciata della villa si possono intuire restauri di particolari, svolti durante il Seicento e il Settecento (portale, finestroni), e su di essa sono appesi gli stemmi delle famiglie che l'hanno posseduta. Sono ancora visibili resti della torre del Quattrocento, del pozzo, stalla, fienile e barchessa oltre ad un grande muro di cinta.

#### Villa Avrese alla Paina - XVIII secolo
La villa si trova fuori dall'abitato di Angiari, ai confini con il comune di Legnago, nelle vicinanze dell'argine del fiume Adige. Conserva quasi in ogni sua parte l'aspetto originario settecentesco con i due portali, la torre colombara ed altri elementi di architettura tipici dell'epoca. La villa è circondata da una mura dotata di un maestoso cancello in ferro battuto del Settecento che una volta oltrepassato conduce ad un immenso parco ricco di molti tipi di piante e uccelli. Annesso alla villa vi è un vasto podere coltivato.

#### Villa Grella - XIV secolo-XV secolo
La casa a corte, come la vediamo oggi, risale all'Ottocento, ma la struttura originaria è quattrocentesca. La villa ha una pianta rettangolare. All'interno sono presenti numerosi affreschi, soprattutto nel salone al primo piano, che raffigurano momenti di vita quotidiana. Questi dipinti rappresentano una vera e propria ricchezza artistica e testimoniano gli stili di vita e i modi di fare dell'epoca.
- Villa Vivaldi-Murnovo – XV secolo
- Villa Sparavieri, Biondani
- Corte dei Canonici
- Corte dominicale dei Parma
- Corte Sparavieri alla Boscarola
- Corte Becelli-Lanza alla Palesella
- Villa Corradi

### Fortificazioni

#### Castello di Angiari
Quando la presenza di Angiari è stata nominata, in un documento del X secolo, venne citata anche la presenza di un castello che venne aggiunto in difesa dell'abitato del paese. Le dimensioni del castello erano abbastanza limitate (neanche 3000 m²) e perse potere in fretta, infatti già attorno al 1150 era considerato vecchio e in disuso. La sua struttura rimase in piedi però per molto altro tempo tanto che nelle mappe topografiche continuò ad essere citato. Intorno al luogo dove sorgeva la fortezza, si sviluppò l'abitato del paese, ovvero la villa (dal francese "ville", cioè "città", "luogo abitato").

### Monumenti
Sono da ammirare i numerosi ponti in cotto costruiti tra il 1400 e il 1500 sul fiume Bussè. Servono tutt'oggi per collegare il centro abitato del paese con le località dislocate nella parte occidentale del territorio anche se alcuni di essi, causa qualche cedimento strutturale, sono stati rimpiazzato da moderni ponti in cemento armato. Questi ponti venivano costruiti a forma di dossi molto accentuati, permettendo il passaggio delle barche, in quanto il fiume Bussè è sempre stato un corso d'acqua navigabile.

## Economia
L'economia trainante di questo paese è senza dubbio l'agricoltura. Da sempre sul territorio sono presenti proprietari terrieri che si sono via via trasformati in aziende agricole che producono mais, tabacco, frumento, frutta (soprattutto mele) e asparago. Per quel che riguarda quest'ultima coltura, Angiari è uno dei maggiori produttori a livello nazionale grazie alla presenza di terreni sabbiosi formati dalle inondazioni del fiume Adige congeniali per la sua coltivazione.
Anche l'industria fa la sua parte. Sono presenti due zone dove si sviluppa. Una, che si affaccia sul fiume Bussè, lungo la SP44, e l'altra, più recente, sul limite occidentale del territorio comunale in località Ronchi, a ridosso della SS434 dove sono presenti aziende di ogni genere.
Il comune di Angiari faceva parte dell'unione comunale denominata "Unione comunale Destra Adige".

## Cultura

### Manifestazioni
- Sagra degli asparagi: a maggio
- Festa del Pesce: a luglio
- Sagra e fiera di san Michele o Sagra del codeghin: a settembre
- Festa della Santa Croce: a ottobre
- Concorso Nazionale di Poesia "Giovani Talenti": si svolge alla vigilia di Santa Lucia il 12 dicembre

## Amministrazione
| Periodo       | Periodo       | Primo cittadino         | Partito                                      | Carica  | Note          |
| ------------- | ------------- | ----------------------- | -------------------------------------------- | ------- | ------------- |
| maggio 1985   | maggio 1990   | Natale Bianchin         | Indipendente                                 | Sindaco | [ 7 ]         |
| maggio 1990   | dicembre 1990 | Natale Bianchin         | Lista Civica                                 | Sindaco | Dimissionario |
| dicembre 1990 | aprile 1995   | Gelmino Caliari         | Lista Civica                                 | Sindaco | [ 9 ]         |
| aprile 1995   | giugno 1999   | Gelmino Antonio Caliari | Lista Civica                                 | Sindaco | [ 10 ]        |
| giugno 1999   | giugno 2004   | Gelmino Caliari         | Lista Civica                                 | Sindaco | [ 11 ]        |
| giugno 2004   | giugno 2009   | Vincenzo Bonomo         | Lista Civica                                 | Sindaco | [ 12 ]        |
| giugno 2009   | giugno 2014   | Vincenzo Bonomo         | Lega Nord - Liste Civiche                    | Sindaco | [ 13 ]        |
| giugno 2014   | maggio 2019   | Vincenzo Bonomo         | Lega Nord - Liste Civiche                    | Sindaco | [ 14 ]        |
| maggio 2019   | giugno 2024   | Antonino Puliafito      | Lega Nord -Fratelli d'Italia - Liste Civiche | Sindaco | [ 15 ]        |
| giugno 2024   | in carica     | Fabrizio Bissoli        | Lista Civica                                 | Sindaco | [ 16 ]        |

Il comune fa parte del movimento patto dei sindaci 

## Sport

### Calcio
La principale squadra di calcio della città è l'A.C. Angiari che milita nella categoria "Amatori".